# Paracytheridea cuneiformis
Paracytheridea cuneiformis är en kräftdjursart som först beskrevs av Brady 1868.  Paracytheridea cuneiformis ingår i släktet Paracytheridea och familjen Paracytherideidae. Arten är reproducerande i Sverige. Inga underarter finns listade i Catalogue of Life.